# Phytoecia truncatipennis
Phytoecia truncatipennis là một loài bọ cánh cứng trong họ Cerambycidae.